# Vámpírakadémia (film, 2014)
A Vámpírakadémia (Vampire Academy: Blood Sisters) 2014-ben bemutatott amerikai vámpírfilm Mark Waters rendezésében. Főszereplői Zoey Deutch és Lucy Fry.

## Ismertető
Rose Hathaway dampyrt (Zoey Deutch) és Lissa Dragomir morát (Lucy Fry) kétéves bujkálás után elfogták, és  visszavitték a Szent Vlagyimir Akadémiára, ahonnan két évvel ezelőtt elszöktek. Az Akadémiát arra használja a mora vezetőség, hogy a dampyrokat – akik a morákat védik – kiképezzék a védelmezők nehéz és veszélyes életére. Mivel Lissa egy nemesi család leszármazottja, folyamatos életveszélyben van a halhatatlan vámpíroktól, a strigáktól. Rose és Lissa próbálnak normális életet élni, de ez a veszélyek közepette nem olyan egyszerű.

## Szereplők
| Színész           | Karakter         | Magyar hang     |
| ----------------- | ---------------- | --------------- |
| Rose Hathaway     | Zoey Deutch      | Csuha Bori      |
| Lissa Dragomir    | Lucy Fry         | Gáspár Kata     |
| Dimitrij Belikov  | Danila Kozlovsky | Makranczi Zalán |
| Victor Dashkov    | Gabriel Byrne    | Jakab Csaba     |
| Christian Ozera   | Dominic Sherwood | Előd Álmos      |
| Kirova igazgatónő | Olga Kurylenko   | Ősi Ildikó      |
| Natalja Dashkov   | Sara Hyland      | Pekár Adrienn   |
| Mason             | Cameron Monaghan | Czető Roland    |

## Díjak és jelölések
| Év   | Díj                | Kategória                        | Jelölt      | Eredmény |
| ---- | ------------------ | -------------------------------- | ----------- | -------- |
| 2014 | Teen Choice Awards | Kedvenc film – Vígjáték          | A film      | Jelölve  |
| 2014 | Teen Choice Awards | Kedvenc filmszínésznő – Vígjáték | Zoey Deutch | Jelölve  |

## Érdekességek
- Sara Hyland a meghallgatását csak Skype-on tudta megoldani, de érdekes módon sikerrel felvették Natalie szerepére.
- Bár a filmben Rose sokat viccelődik azzal, hogy Mia milyen alacsony, a valóságban a két színésznő egyaránt 163 cm magas.[8]

## A magyar változat
- Magyar szöveg: Zalatnay Márta
- Hangmérnök: Kardos Péter
- Vágó: Kajdácsi Brigitta
- Gyártásvezető: Kincses Tamás
- Szinkronrendező: Nikodém Zsigmond

A magyar változatot a Big Bang Media megbízásából a Mafilm Audio Kft. készítette.